# Vehicons
Vehicons zijn een fictief ras van robots uit de Transformers-series. Ze waren in de serie Beast Machines de voornaamste vijanden van de Maximals.

## Achtergrond
Vehicons hebben in tegenstelling tot andere Transformers geen eigen wil of persoonlijkheid. Het zijn gewoon hersenloze drones die de bevelen van Megatron of een van hun generaals opvolgen. De Vehicons werden in de serie Beast Machines gemaakt door Megatron om de planeet Cybertron te veroveren.
Om de Vehicons te maken liet Megatron een virus los dat Transformers verhinderde om te transformeren. Daarna smolt hij hun lichamen om tot de perfecte soldaten. Hij ontdeed de Vehicons van hun vonk (Engels: Spark; datgene wat een Transformer zijn persoonlijkheid geeft), zodat ze loyaal werden aan hem.
In de serie werden de Maximals Rhinox en Silverbolt, samen met de Predacon Waspinator, veranderd in Vehicons.
De Vehicons werden aan het eind van de serie allemaal verslagen, en kregen hun vonken terug.

## Type Vehicons
Er waren zes basistype Vehicons in de serie:
- Tank-Drones
- Aero-Drones
- Cycle-Drones
- Copter-Drones
- Assault-Drones
- Mole-Drones

Elke tak van de Vehicons stond onder bevel van een generaal, en was gespecialiseerd in een bepaald type werk.
Hoewel ze in de televisieserie niet voorkwamen, bevatte de speelgoedlijn van Beast Machines nog drie type drones: de Mirage drones, de Scavenger drones, en de Blastcharge drones.

## Vehicon Generaals
De Vehicons Generaals zijn een speciaal type Vehicons. Deze Vehicons hebben wel een vonk en derhalve iets meer vrije wil dan hun vonkloze tegenhangers. De generaals dienen als aanvoerders van een bepaalde tak Vehicons.
De Vehicon Generaals waren loyaal aan Megatron en hadden als enige doel de Maximals vernietigen. De originele drie generaals waren de omgebouwde Waspinator, Rhinox en Silverbolt. Silverbolt werd bevrijd van Megatrons controle en Rhinox kwam om het leven. Daarom maakte Megatron nog twee generaals: Obsidian en Strika.

## 3H Enterprises
De Transformers: Universe-Wreckers BotCon strip bevatte nog een aantal andere Vehicons + generaals die niet voorkwamen in de serie. In deze stripserie werd Megatron naast de Maximals ook bevochten door de Mutants, Dinobots en Wreckers. Daarom maakte Megatron nog twee generaals: Blastcharge en Quake.

## Robot Masters
De term Vehicon werd later nogmaals gebruikt in een achtergrondverhaal voor Takara's Robot Masters serie.